# ريتشارد جونسون بوتنام
ريتشارد جونسون بوتنام (بالإنجليزية: Richard Johnson Putnam)‏ هو قاضي ومحامي وضابط أمريكي، ولد في 27 سبتمبر 1913 في أبفيل في الولايات المتحدة، وتوفي في 16 ديسمبر 2002.